# Auvergne
Auvergne (francouzská výslovnost [oˈvɛʀɲ], okcitánsky: Auvèrnhe / Auvèrnha) je historická francouzská provincie a bývalý francouzský region. Skládal se ze čtyř departementů – Allier, Cantal, Haute-Loire a Puy-de-Dôme. Hlavním a největším městem je Clermont-Ferrand (137 tis. obyv.), mezi další významná města patří např. Montluçon (40,1 tis.); Aurillac (29,4); Vichy (25,7); Moulins (21,2) a Le Puy-en-Velay (20,8). Od roku 2016 byl spolu s regionem Rhône-Alpes sloučen do nového regionu Auvergne-Rhône-Alpes.

## Historie
Auvergne je bývalá francouzská provincie, pojmenovaná podle galského kmene Arvernů. Kmen dlouho vzdoroval Římanům pod velením náčelníka Vercingetoriga, na území Auvergne se odehrála například bitva u Gregovie proti Juliu Caesarovi roku 52 př. n. l. Po bitvě u Alesie si však Římané kmen definitivně podrobili. Po úpadku impéria se území dostalo pod nadvládu Vizigótů a následně Franků.
Později se Auvergne stala součástí Akvitánie, jakožto jedno z hrabství. Poté se u moci střídalo mnoho různých francouzských rodů (např. Bourboni), náležící pod biskupa z Clermontu. Na sklonku 17. století se nakonec Auvergne připojila k francouzské monarchii.
V roce 1790 byla Auvergne rozdělená do třech různých departementů a až v 70. letech se jakožto region navrátila ke svému původnímu názvu. Dnešní Auvergne zasahuje i do třech dalších historických provincií: Bourbonnais, Velay a Lyonnais
Během druhé světové války bylo zdejší město Vichy centrem tehdejšího fašistického státu, nazývaného Vichistická Francie.

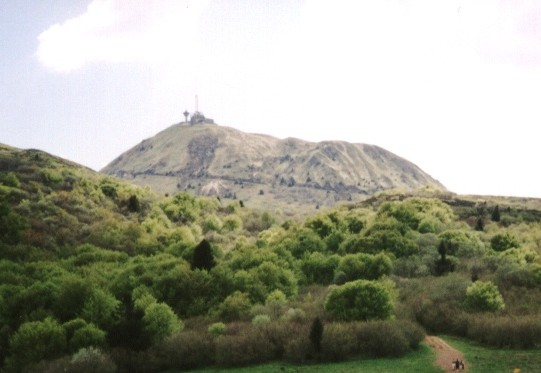
Jedna z vulkanických hor Centrálního masívu, Puy de Dome

## Geografie
Povrch Auvergne pokrývají především pahorkatiny a vrchoviny. Značnou část území zaujímá vulkanický Centrální masív s nejvyšší horou Puy de Sancy (1885 m). Nejvýznamnější řeky regionu jsou Loira, Dordogne a Allier.
Řídce obydlené horské oblasti jsou většinou porostlé dubovými a borovicovými lesy (asi 27 % rozlohy regionu). Tyto oblasti jsou sdruženy ve dvou chráněných přírodních parcích: Volcans d'Auvergne a Livradois-Forez.

## Obyvatelstvo a ekonomika
Auvergne je považován za jeden z nejchudších francouzských regionů – hrubý domácí produkt se zde pohybuje kolem 80 % průměrné úrovně ve Francii. Během 20. století zde postupně klesal počet obyvatel z 1 557 351 (1886) až na 1 246 711 (1954). Poté se demografická situace ustálila a v roce 2006 měl region 1 337 000 obyvatel. Hovoří se zde různými dialekty francouzštiny a okcitánštiny.
Nejvýznamnějšími zdroji příjmů je zemědělství a turistika. Hodně rozšířený je i chov dobytka, spojený s množstvím známých sýrů, jako například i v Česku prodávaný Bleu d'Auvergne.
V kraji se rozvíjí horská, obchodní i lázeňská turistika. Mezi nejnavštěvovanější lázně s mnohými prameny minerálních vod patří Vichy, La Bourboule, Châtelguyon, Mont-Dore a Saint-Nectaire.
Hlavním průmyslovým odvětvím je výroba pneumatik, reprezentovaná především koncernem společnosti Michelin, umístěným v Clermont-Ferrand.
Většina zdejších řek je také využita pro potřeby hydroenergetiky.

## Administrativní region
Do ledna 2016 existoval stejnojmenný administrativní region složený z departementů Allier, Puy-de-Dôme, Cantal a Haute-Loire. V roce 2016 však zanikl sloučením do regionu Auvergne-Rhône-Alpes. Administrativní region Auvergne se sice zcela překrýval s historicko-geogragickou oblastí Auvergne, ale zároveň zahrnoval také několik menších oblastí, které historicky do regionu Auvergne nespadaly.